# Forelltetra
Forelltetra (Copeina guttata) är en fiskart som först beskrevs av Steindachner, 1876.  Forelltetra ingår i släktet Copeina och familjen Lebiasinidae. Inga underarter finns listade i Catalogue of Life.